# Cañuelas (Buenos Aires)
Cañuelas ist die Hauptstadt des gleichnamigen Partido Cañuelas in Gran Buenos Aires. Sie hat ca. 31.000 Einwohner und liegt etwa 60 km südlich von Buenos Aires.
Die Stadt und ihre Umgebung profitieren von der Nähe zur Hauptstadt. So haben viele Porteños dort Estancias oder Wochenendhäuser. Aus dem gleichen Grund und wegen der Nähe zum Flughafen siedeln sich aber auch Unternehmen dort an. Zwischen 1991 und 2001 hat die Bevölkerung der Stadt um 28,2 % zugenommen.

## Geschichte

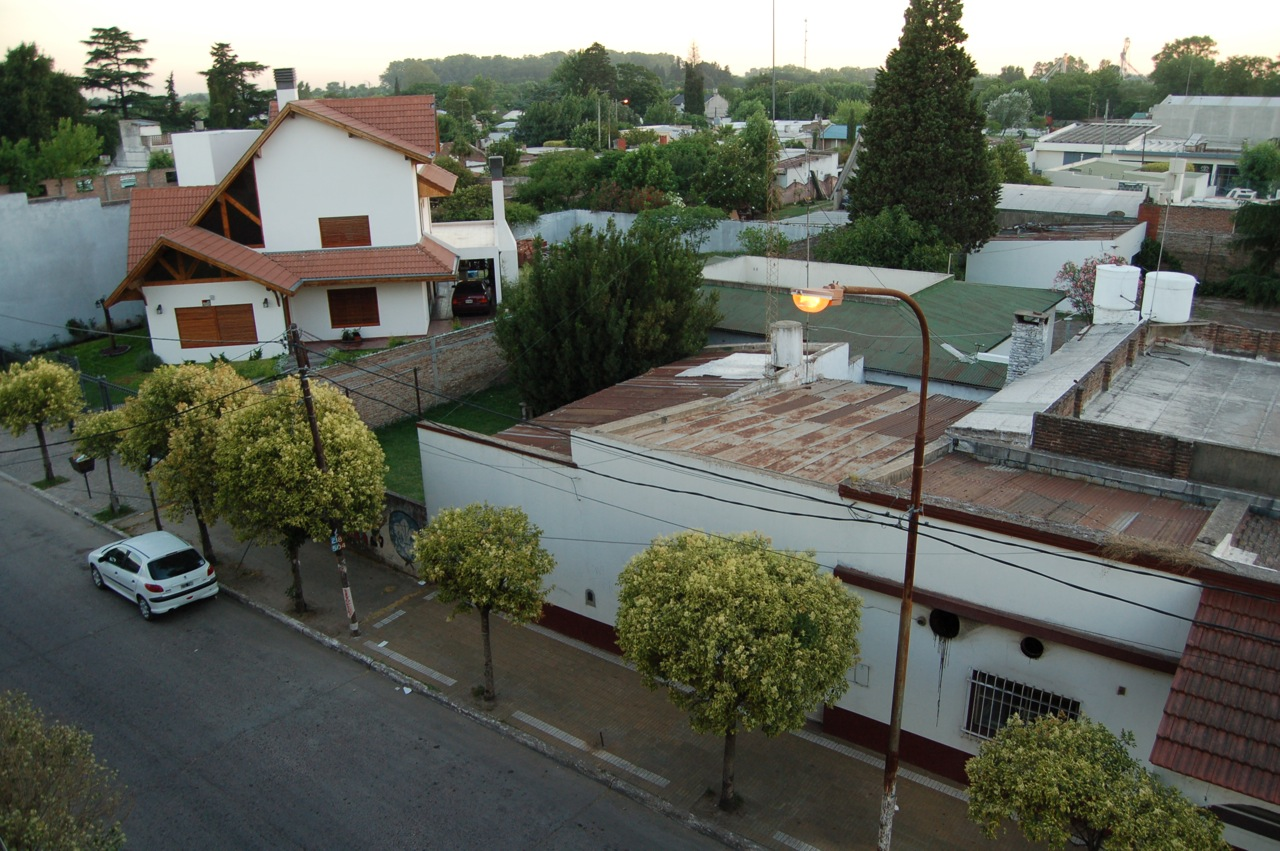
Ansicht von Cañuelas

1821 wurde auf dem jetzigen Gebiet von Cañuelas die Capilla (Kapelle) del Carmen de las Cañuelas errichtet, nach der der Ort auch seinen Namen erhielt. Am 22. Januar 1822 wurde der Ort offiziell gegründet. 1825 entwarf der Landvermesser Felipe Senillosa einen Bebauungsplan für ein Dorf um die Kapelle herum. In der Folgezeit wurden diverse Estancias (Farmen) gegründet. 1864 wurde per Gesetz die erste Stadtverwaltung eingesetzt. Die Bevölkerung nahm stetig zu und betrug 1868 bereits knapp 5.000 Einwohner. 1885 wurde die Eisenbahnstrecke Barracas – Cañuelas eingeweiht. Mit der zunehmenden Bevölkerung wuchs auch die Infrastruktur des Ortes, es wurden Schulen, ein Krankenhaus, eine Bibliothek und weitere Einrichtungen erbaut. 2007 betrug die Einwohnerzahl des Partidos knapp 48.000, von denen ungefähr zwei Drittel in Cañuelas Stadt wohnen.
Zur Stadt gehört auch die Molkerei La Martona, die erste in Argentinien. Es wird gesagt, dass hier die argentinische Spezialität Dulce de leche erfunden wurde.
Die Geschichte der Stadt kann man im Museo Histórico de Cañuelas (Historisches Museum) in der San Martín-Straße erfahren.

## Sport
Cañuelas ist Heimat des Fußballvereins Cañuelas FC, der in der 4. argentinischen Liga spielt. Außerdem befinden sich hier mehrere Poloclubs, darunter der Club La Dolfina, in dem jedes Jahr im November der Copa Diamante ausgespielt wird.

## Verkehr
Cañuelas ist mit Buenos Aires über die Autopista (Autobahn) Ezeiza-Cañuelas verbunden. Eine Bahnstrecke führt ebenfalls über Ezeiza zur Hauptstadt.

## Persönlichkeiten
- Carlos Vega (1898–1966), Musikethnologe
- María Florencia Moreno (* 1990), Rollstuhltennisspielerin